# Rybák velkozobý
Rybák velkozobý (Hydroprogne caspia nebo Sterna caspia) je jedním z největších druhů rybáků, dosahuje velikosti racka stříbřitého. Od většiny ostatních rybáků se liší nápadně silným, krvavě červeným zobákem. Téměř kosmopolitní – hnízdí v Evropě, Severní Americe, Africe, západní a střední Asii, Austrálii a na Novém Zélandu. Tažný druh, evropští ptáci zimují v oblasti Středozemního moře a v Africe. Pravidelně protahuje přes Českou republiku.

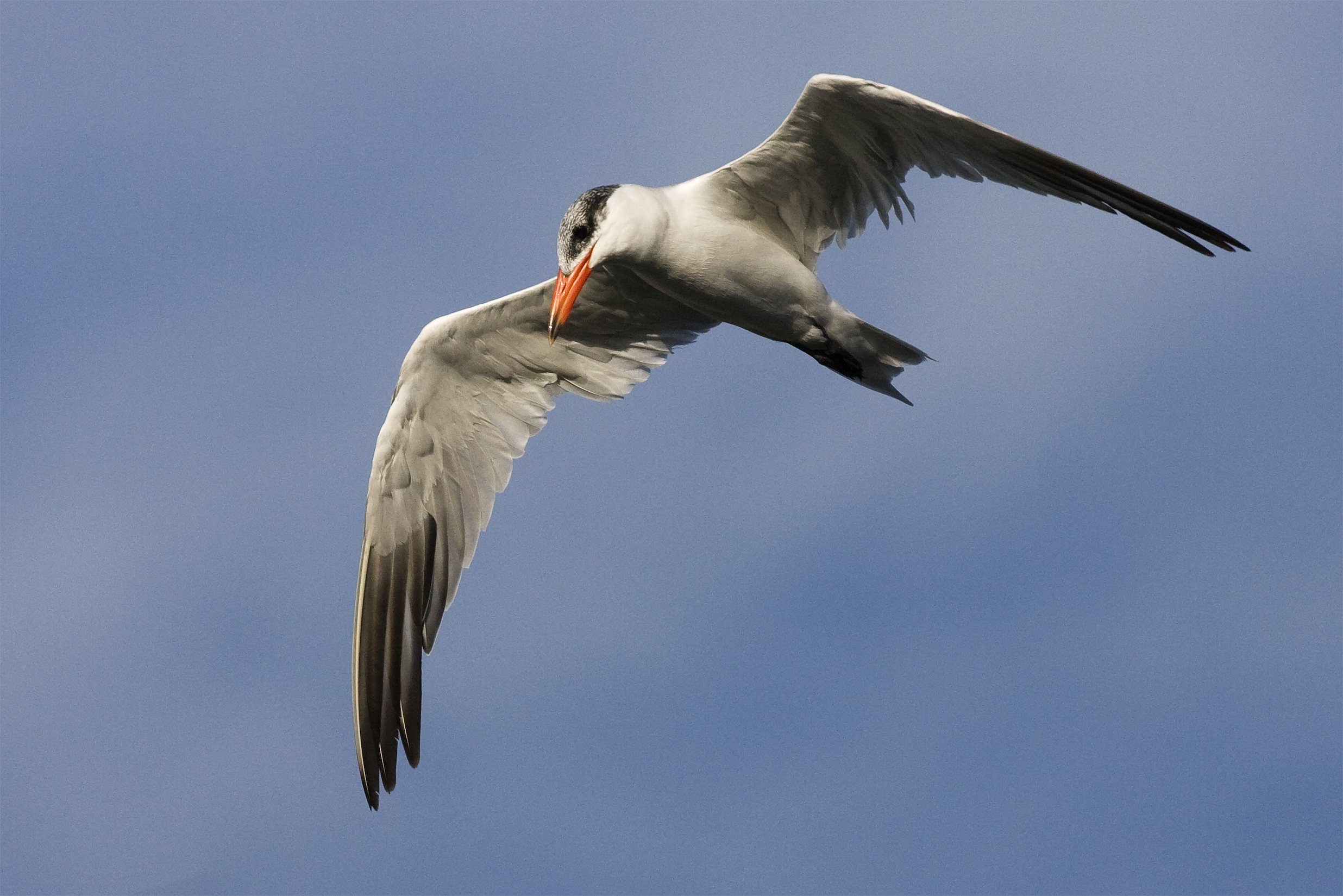
Adultní pták pelichající do prostého šatu
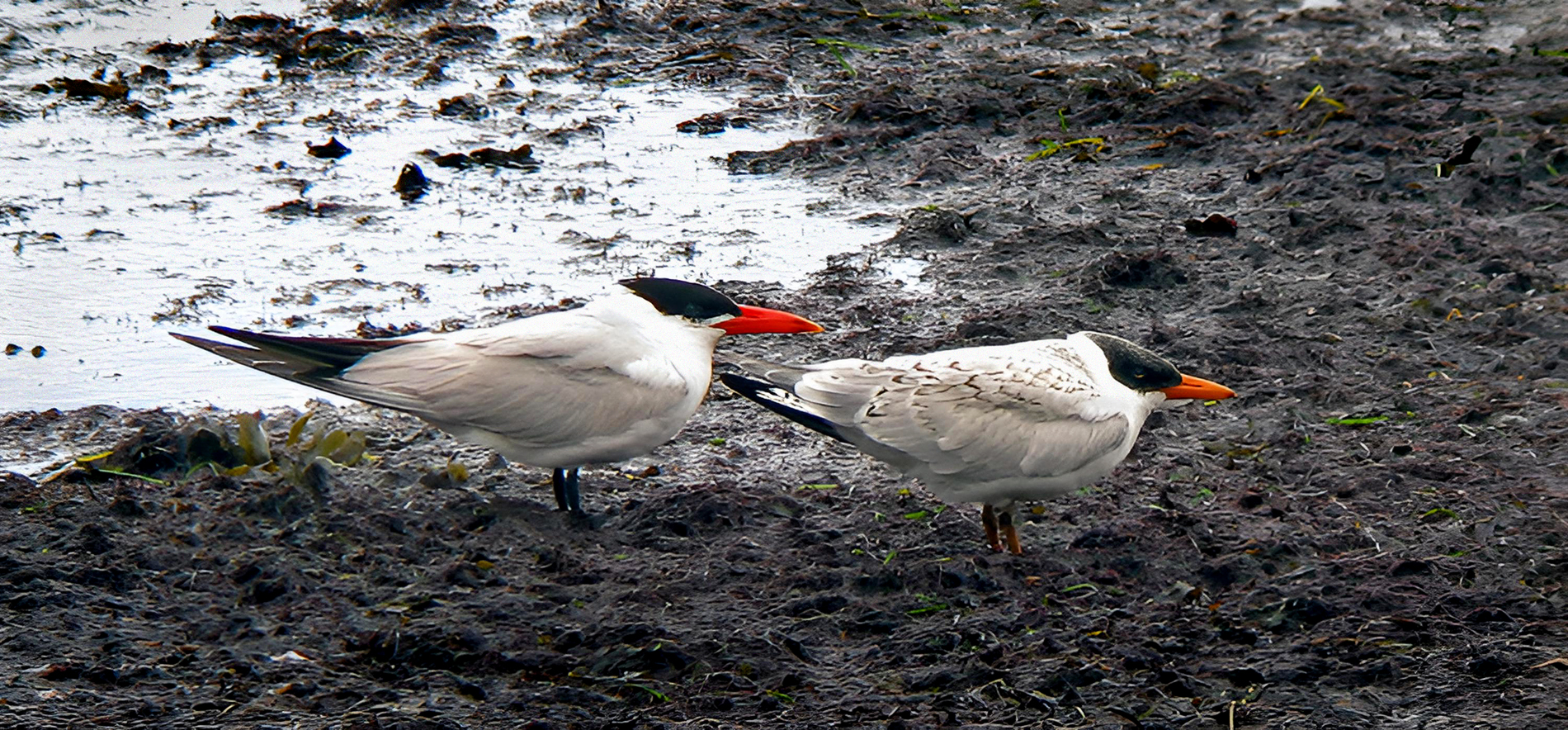
Adult – juvenil. Ystad 2011.
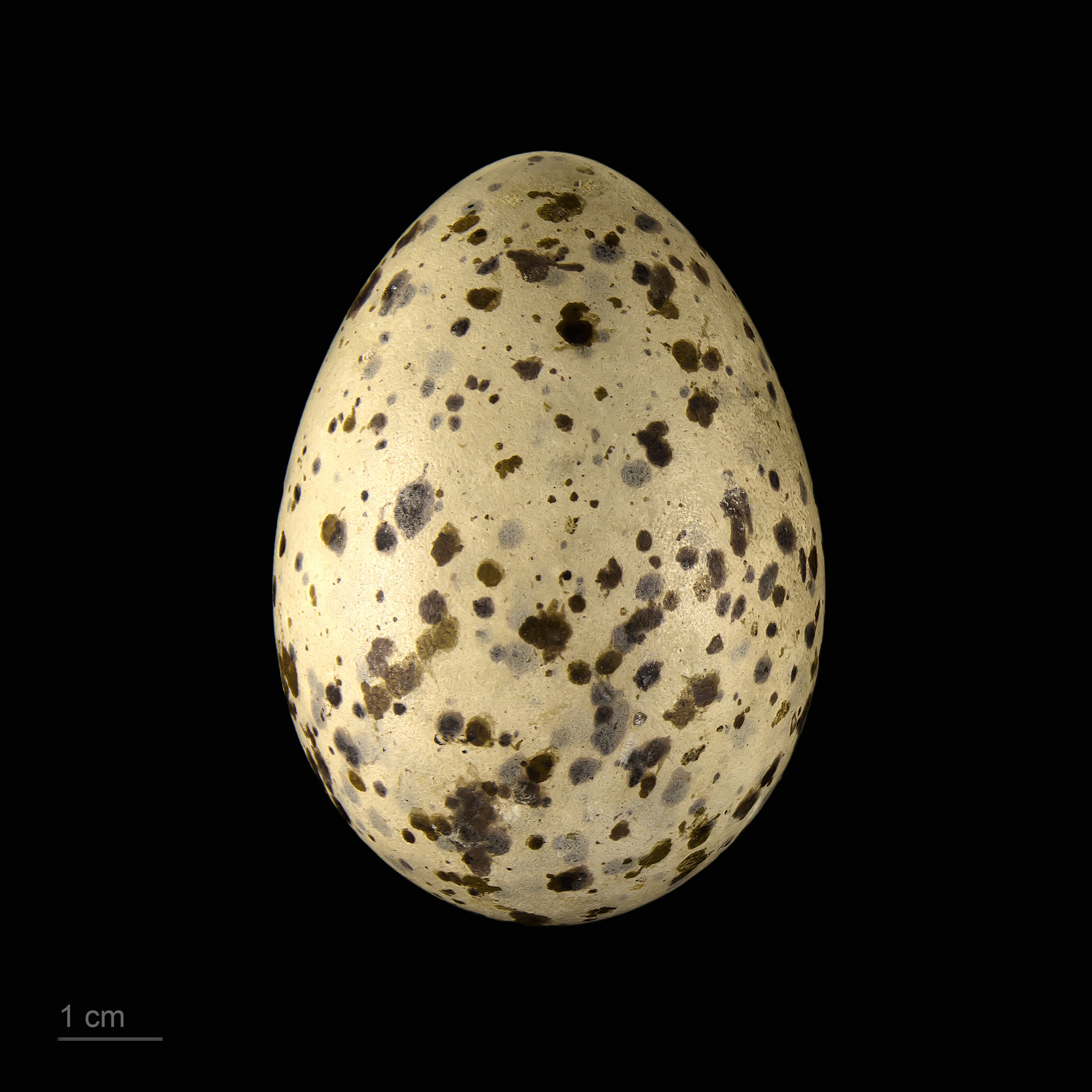
Vejce rybáka velkozobého (Hydroprogne caspia)